# Pata (ort i Australien)
Pata är en ort i Australien. Den ligger i kommunen Loxton Waikerie och delstaten South Australia, omkring 180 kilometer öster om delstatshuvudstaden Adelaide.
Trakten runt Pata är nära nog obefolkad, med mindre än två invånare per kvadratkilometer.. Närmaste större samhälle är Loxton, omkring 14 kilometer norr om Pata. 
Trakten runt Pata består till största delen av jordbruksmark. Genomsnittlig årsnederbörd är 320 millimeter. Den regnigaste månaden är februari, med i genomsnitt 54 mm nederbörd, och den torraste är oktober, med 11 mm nederbörd.